# イソレニエラテン
イソレニエラテン（英語、Isorenieratene）とは、カロテノイドに分類される炭化水素の1種である。

## 類似化合物
イソレニエラテンの類似化合物としては、構造異性体であるレニエラテンなどが挙げられる。イソレニエラテンとレニエラテンは、共にダイダイイソカイメンに含まれていることが知られている。

## 構造
イソレニエラテンはレニエラテンの構造異性体であるため、構造異性体の定義より、両者の分子式、分子量、モル質量は全く同じ値である。よって、以下にレニエラテンのデータを転記しておく。
分子式はC40H48で、分子量は528.824 (Da)、モル質量は528.809 (g/mol)である。

## 光合成色素
イソレニエラテンを光合成色素として利用する、緑色硫黄細菌が知られている。